# Azim do Brunei
Azim do Brunei (29 de julho de 1982 – 24 de outubro de 2020) foi o segundo filho do sultão Hassanal Bolkiah de Brunei. Ele chegou a ser a segunda pessoa na linha de sucessão ao trono do país, atrás apenas de seu meio-irmão mais velho, Al-Muhtadee Billah.  
Morreu em outubro de 2020, por falência de múltiplos órgãos causada por uma uma doença autoimune.

## Biografia
Azim inicialmente estudou na International School Brunei e mais tarde na Raffles Institution. Depois se mudou para o Reino Unido, onde estudou na Oxford Brookes University. 
Era um filantropo que defendia as artes, as pessoas com deficiência e a causa LGBT, o que o colocou em confronto com o pai, já que a homossexualidade é proibida no país.  
Vivia parte do ano em Brunei, parte nos Estados Unidos, onde foi produtor de cinema em Hollywood, e parte na Europa, onde chegou a ter uma produtora em Londres, a Daryl Prince Productions. 
Em Hollywood produziu os filmes You're Not You (2014, com Hilary Swank) e The Happy Prince (2018, com Rupert Everett). 

### Polêmicas
Em abril de 2019, quando o governo bruneíno anunciou sua intenção de punir a homossexualidade com a pena de morte, o blogueiro Perez Hilton lembrou que o príncipe Azim também era gay. De acordo com a CNN, a imposição de leis mais rígidas para a homossexualidade poderia ser uma tentativa do sultão de "limpar a imagem de sua família". Ele também era "bem conhecido por realizar festas extravagantes" que contaram com a presença de Michael Jackson, Janet Jackson, Pamela Anderson, Mariah Carey, entre outras celebridades.  

## Morte
No início de 2020, Azim foi diagnosticado com uma doença grave e acabou morrendo em Bandar, em 24 de outubro seguinte, aos 38 anos. Seguindo os ritos muçulmanos, ele foi enterrado no mesmo dia, no mausoléu real de Bandar, onde estão sepultados outros membros da família real, tendo seu pai declarado sete dias de luto nacional.   
No dia 28 de outubro, seu irmão, Mateen, anunciou que Azim fora acometido de uma doença autoimune, vasculite sistêmica grave, que provocara a falência de múltiplos órgãos. 

## Título
- Al-Marhum Duli Yang Teramat Mulia Paduka Seri Pengiran Muda Haji 'Abdul' Azim (em tradução livre do Google algo como A Saudosa Alteza Real, Sua Alteza Real O Jovem Príncipe Haji 'Abdul' Azim). [8]